# Super Cars
Super Cars är ett datorspel som kom till bland annat NES och Amiga. Spelets uppföljare Super Cars II är betydligt mer känt.